# Antonín Ettrich
Antonín Ettrich - były czechosłowacki biegacz narciarski uczestniczący w zawodach w latach 20. XX wieku. W 1925 roku wystartował na mistrzostwach świata w Johannisbadzie. Osiągnął tam największy sukces w swojej karierze zdobywając brązowy medal w biegu na dystansie 50 km techniką klasyczną, ulegając jedynie dwóm swoim rodakom: zwycięzcy Františkowi Donthowi oraz drugiemu na mecie Františkowi Häckelowi. Nigdy nie startował na igrzyskach olimpijskich.

## Osiągnięcia

### Mistrzostwa świata
| Miejsce | Dzień     | Rok  | Miejscowość | Konkurencja          | Czas biegu | Strata    | Zwycięzca       |
| ------- | --------- | ---- | ----------- | -------------------- | ---------- | --------- | --------------- |
| 3.      | 14 lutego | 1925 | Johannisbad | 50 stylem klasycznym | 5:09.56 h  | +5:16 min | František Donth |